# Jack Lesmana
Jack Lesmana (ur. jako Jack Lemmers 18 października 1930 w Jember, zm. 17 lipca 1988 w Dżakarcie) – indonezyjski muzyk jazzowy.

## Życiorys
Urodził się 18 października 1930 r. w Jember jako Jack Lemmers. Ojciec artysty pochodził z ludu Madurów, a jego matka miała mieszane pochodzenie jawajsko-holenderskie. Jego rodzina pielęgnowała tradycje muzyczne. W wieku 10 lat opanował grę na gitarze, a dwa lata później został gitarzystą formacji jazzowej Dixieland. Jako nastolatek dołączył do grupy muzycznej Berger Quartet, a później wszedł w skład zespołu Irama Samudra.
Na początku lat 50. XX wieku muzyk założył grupę Jack Lemmers Quartet (w której znaleźli się także Maryono i Bubi Chen), później działającą jako Jack Lesmana Quintet. Artysta wyjechał do Dżakarty. Po przybyciu do stolicy znalazł zatrudnienie jako technik nagraniowy w wytwórni Irama Record.
W połowie lat 60. Jack Lemmers założył formację jazzową All Stars z Bubi Chenem (fortepian), Bennym Mustaphą van Diestem (perkusja), Maryono (flet, saksofon) i Jopie Chenem (bas). Zespół ten był zapraszany na wydarzenia muzyczne w Australii, Stanach Zjednoczonych i Niemczech. Jeszcze w latach 60. Jack Lemmers zmienił swoje nazwisko na Jack Lesmana, zgodnie z zaleceniem ówczesnego Prezydenta Republiki Indonezji Sukarno w sprawie indonezjanizacji nazwisk. Później założył grupę muzyczną Orkes Irama, w ramach której wyszedł album Mari Bersuka Ria Dengan Irama Lenso. Album ten powstał we współpracy ze sławnymi wokalistami i piosenkarkami, takimi jak Bing Slamet, Titiek Puspa, Lilis Suryani i Nien Lesmana.
W latach 1969–1979 muzyk prowadził program jazzowy Nada dan Improvisasi na antenie TVRI. Zapoczątkował także spektakle jazzowe na dżakarckiej scenie Taman Ismail Marzuki.
W 1978 roku Jack wraz z synem Indrą Lesmaną udał się do Australii, aby wziąć udział w tygodniu kultury ASEAN Trade Fair. Podczas występów w Australii Indra zdał egzamin wstępny do New South Wales Conservatory School of Music w Sydney i ostatecznie został przyjęty do konserwatorium. Z pomocą australijskiej ambasady Indra otrzymał pełne stypendium na naukę w konserwatorium. Ponadto rodzina muzyków uzyskała zgodę na pobyt w kraju. Po przeprowadzce Jack Lesmana zaczął uczyć w konserwatorium, Indra zaś odbył edukację muzyczną. Po powrocie do Indonezji Jack Lesmana założył szkołę muzyczną Forum Musik Indra & Jack Lesmana.

## Dyskografia
- Mari Bersuka Ria Dengan Irama Lenso – Orkes Irama & Various Artist (Irama Record, 1964)
- Lagu Untukmu – Bubi Chen Quartet (Irama Records, 1964)
- Bubi Chen & His Fabulous 5 (Irama Records, 1965)
- Djanger Bali – Tony Scott & Indonesian All Stars (MPS, 1967)
- Latin Beat Vol.2 Day By Day – Gema Irama (Irama Record)
- Tamanku – Gita Karana (Irama Record, 1965)
- Children Of Fantasy – Indra & Jack Lesmana Quartet (Sumber Ria, 1982)
- Jack & Indra Lesmana – Jack & Indra Lesmana (Granada, 1986)
- Split Album – Jack Lesmana & Nick Mamahit
- Lagu Natal & Hiburan – Jack Lesmana & Nick Mamahit

### Albumy solowe
- Mengenang Sutedjo – Jack Lemmers (Irama Record)
- Jazz Masa Lalu & Masa Kini – Jack Lesmana (Hidajat & Co, 1976)
- Perina Merdeka – Jack Lesmana (PT Perina Utama Indonesia, 1977)
- Jawaban Api Asmara – Jack Lesmana (Hidajat & Co, 1977)
- Belajar Gitar – Jack Lesmana (Birama, 1977)
- Merpati Putih – Jack Lesmana (Atlantic Record, 1978)
- Jazz Guitar – Jack Lesmana (AR, 1978)
- Luka – Jack Lesmana (MusicBox, 1986)

Źródło:.